# Mustapuro (vattendrag i Finland)
Mustapuro är ett vattendrag i Finland.   Det ligger i landskapet Mellersta Finland, i den centrala delen av landet, 300 km norr om huvudstaden Helsingfors.